# Mă uit la cer și-mi zic, îndepărtând norul

Mă uit la cer și-mi zic, îndepărtând norul (ucraineană Дивлюсь я на небо, та й думку гадаю…) este un cântec ucrainesc cu text compus de Mihailo Petrenko⁠(d).
Prima traducere în limba română a fost făcută de Paul Polidor.
| Versiunea 1841 | Versiunea 1848 | Versiunea română (Paul Polidor) |
| --- | --- | --- |
| В минуту жизни трудную Тѣснится въ сердце грусть… Лермонтовъ. Дивлюся на небо та й думку гадаю: Чому я не соколъ, чому не лjтаю? Чому менj, Боже, Ти крилля не давъ? Я бъ землю покинувъ и въ небо злjтавъ… Далèко, за хмари, подальше вjдъ свjту, Шукать собj долj, на горе привjту, И ласки у сонца, у зjрокъ прохать, Й у свjтj ихъ яснjмъ себé покохать. Бо долj ще з-малу кажусь я нелюбій; Я наймjт у неи; хлопцюга приблудній: Чужій я у долj, чужій у людей… Хиба хто кохае нерjднихъ дjтей?… Кохаюся лихомъ и щастя не знаю, И гjрко безъ долj свjй вjкъ каратаю; Й у гóрj спjзнавъ я, шо тjлькj одна Далекое небо моя сторона….. И на свjтj гjрко! — Якъ стане щé гjрше, Я очи на небо — менj веселjше, И въ думкахъ забуду, що я сирота — И думка далеко, висóко лjта!…. Такъ дайте же крилля, орлячого крилля! Я землю покину — и на новосjлля Орломъ бистрокрилимъ у небо польну И въ хмарахъ вjдъ свjту на-вjкъ утону. | Дuвлюся на небо, та й думку гадаю, Чому я не сокил, чому не ли́таю, Чому мени, Боже, тu крuльлив не дав? Я землю-б покuнув и в небо зли́тав! Далеко за хмарu, подальше од свиту, Шукать соби доли, на горе прuвиту, И ласкu у зи́рок, у сонця просuть, У свити их ясним все горе втопuть; Бо доли ще з-малу здаюся не любuй, Я наймuт у неи, хлопцюга прuблуднuй; Чужuй я у доли, чужuй у людей: Хиба-ж хто кохає нери́днuх дитей? Кохаюся лuхом, прuвиту не знаю, И гирько, и марно сви́й вик каратаю, И в гори спи́знав я, що тилькu одна — Далекеє небо — моя сторона. И нà-свити гирько; як стане ще гирьше, Я очи на небо, мени веселише! И в думках забуду, що я сuрота, И думка далеко, вuсоко ли́та. Колu-б мени крuльля, орлячи ти крuльля, Я землю-б покuнув, и на новоси́льля Орлом бuстрокрuлuм у небо польнув, И в хмарах навикu од свита втонув! | Mă uit la cer și-mi zic, îndepărtând norul: De ce nu sunt șoim, de ce nu îmi iau zborul, De ce, Doamne, mie aripi nu mi-ai dat? Aș porni spre cer cu sufletul curat. De semnul luminii s-ajung mai departe, S-alin suferința cu pagini de carte, La soare, stele mă rog în tăcere, Lumina lor grea îmi ia din durere. De mic copil soarta m-a dezavantajat Și slugă i-am fost, ca pribeag băiat de sat; Îndepartat de rude, oameni, destin: Căci cine iubește copilul străin? Năpasta soră îmi e când o-mbrățișez Petrec veacul meu crud în patimi și în crez, Durerea îmi cântă ursita din flori — Natala mea casă-i cerul fără nori. Când dorul mă-nvinge și visele îmi cresc Iar ochii mei spre cer simt cum mă-nveselesc Uit că-s orfan, gându-mi suspină în salt Și pleacă departe, fugind spre înalt... Puternice aripi de vultur de-aș găsi Pentru-o casă nouă pământu-aș părăsi Spre cerul fără margini m-aș ridica Și-n nori, pe veci, spre lumină-aș înota! |